# Gabunbrillenvanga
Der Gabunbrillenvanga (Prionops rufiventris) oder Gabunbrillenwürger ist eine Vogelart aus der Unterfamilie der Brillenwürger (Prionopinae) innerhalb der Familie der Vangawürger (Vangidae).
Die Art wurde oft als konspezifisch mit dem Rotschnabel-Brillenvanga (Prionops caniceps) angesehen.
Der Vogel kommt in Äquatorialafrika vor.
Der Lebensraum umfasst Primärwald einschließlich Wald mit offenem und geschlossenem Kronendach sowie an Hängen, auch Sekundärwald und Waldrand bis 1450 m Höhe.
Der Artzusatz kommt von lateinisch rufus ‚rotbraun‘ und lateinisch venter, ventris ‚Bauch‘.
Dieser Brillenvanga ist ein Standvogel.

## Merkmale
Die Art ist 20–23 cm groß und wiegt 37–63 g. Der Kopf ist vom Scheitel und Nacken bis über die Ohrdecken, die Wangen und bis zum Kinn blau-grau, an der Stirn, den Zügeln und ums Auge herum weißer. Kehle und Nacken sind schwarz, die Oberseite grünlich glänzend schwarz, auch die Flugfedern sind schwarz, die Handschwingen haben in der Mitte eine breite weiße Binde, besonders im Fluge auffallend. Die Schwanzoberseite ist glänzend schwarz. Die Brust ist weiß, scharf gegen die rotbraune angrenzende Unterseite abgesetzt, die Flügelunterseite ist schwärzlich. Die Iris ist gelb, dazu kommt ein schmaler orangeroter Augenring, der Schnabel ist rot, die Beine orangerot. Die Geschlechter unterscheiden sich nicht. Jungvögel sind brauner und deutlicher gestreift, auch fehlt das Blau-grau auf dem Scheitel, dafür gibt es einen dunklen Augenstreif, die Augen sind braun, der Augenring unauffällig, der Schnabel ist schwärzlich.
Die Art ist dem Rotschnabel-Brillenvanga sehr ähnlich, die Lebensräume überlappen sich aber nicht. Das Kinn ist grau und nicht schwarz, das Rotbraun der Unterseite ist ausgedehnter und deutlicher, die helle Kopffärbung reicht weiter in Richtung Hals. Der Gabunbrillenvanga kommt im gleichen Lebensraum vor wie der Dreifarben-Brillenvanga (Prionops retzii), der aber an Kopf und Unterseite schwarz ist.

## Geografische Variation
Es werden folgende Unterarten anerkannt:
- P. r. rufiventris (Bonaparte, 1853), Nominatform – Kamerun, Zentralafrikanische Republik und Nordwesten der Demokratischen Republik Kongo
- P. r. mentalis (Sharpe, 1884), – Mitte und Nordosten der Demokratischen Republik Kongo bis Westuganda, kleiner mit schmalerem schwarzen Kragen und schmalerem weißen Brustband.

## Stimme
Der Gesang des Männchens wird als langanhaltendes, fließendes „tyooyoo“ beschrieben. Der einfache Ruf ist ein harsches und schrilles „chaja“. Manche Lautäußerungen wie „kyop-kyop, kyop-kyop“ ähneln sehr denen des Rotschnabel-Brillenvanga (Prionops caniceps).

## Lebensweise
Die Nahrung besteht hauptsächlich aus Insekten, auch Pflanzensamen und Früchten, die meist in Wipfelhöhe oder -nähe gesucht werden, üblicherweise in Gruppen von 4–8 Individuen, gern auch in gemischten Jagdgemeinschaften.
Die Brutzeit dürfte zwischen Mai und Juli sowie November und Dezember liegen. Die Art ist standorttreu, wahrscheinlich findet gemeinschaftliche Brutaufzucht („cooperative breeding“) statt.
Möglicherweise kommt auch Parasitismus durch den Dickschnabelkuckuck (Pachycoccyx audeberti) vor.

## Gefährdungssituation
Der Bestand gilt als „nicht gefährdet“ (Least Concern).